# سينما ساو تومي وبرينسيب
لا تتوفر سينما ساو تومي وبرينسيب على تاريخ طويل. ومع ذلك فقد أُنتجت بعض الأفلام.

## صناعة الأفلام الاستعمارية
صور صانعو الأفلام المستعمرة أفلامًا وثائقية إثنوغرافية في ساو تومي وبرينسيب، فقد أخرج إرنستو دي ألبوكيركي (Ernesto de Albuquerque) فيلم (A cultura do Cacau em Sao Tome) سنة 1999، كما أخرج كاردوزو فورتادو (Cardoso Furtado) فيلم (Serviçal e Senhor) سنة 1910.

## صناعة الأفلام المعاصرة
الفيلم الروائي الوحيد من ساو تومي وبرينسيب حتى الآن هو (A frutinha do Equador) [فاكهة صغيرة من خط الاستواء]، وهو إنتاج مشترك عام 1998 بين النمسا وألمانيا وساو تومي وبرينسيب. الفيلم من إخراج هربرت برودل (Herbert Brödl) مع ممثلين من ساو تومي، ويجمع الفيلم بين القصة الخيالية والفيلم الوثائقي وفيلم الطريق والكوميديا.
تشمل الأفلام الوثائقية التي تدور أحداثها في الجزيرة:
- (Extra Bitter: The Legacy of the Chocolate Islands)، فيلم وثائقي سنة من تأليف ديريك فيرتونجن (Derek Vertongen) سنة 2000
- (Sao Tome, cent-pour-pent cacao)، فيلم وثائقي لفيرجينى بيردا (Virginie Berda) سنة 2004
- (Mionga ki obo)، فيلم وثائقي من تأليف أنجيلو توريس (Angelo Torres) سنة 2005
- (The Lost Wave)، فيلم وثائقي لسام جورج (Sam George) سنة 2007